# Општина Скорцени (Прахова)
Скорцени (рум. Scorţeni) општина је у Румунији у округу Прахова.
Oпштина се налази на надморској висини од 341 m.